# Schnappenmühle
Schnappenmühle ist ein Wohnplatz des Marktes Nordhalben im Landkreis Kronach (Oberfranken, Bayern).

## Geographie
Die ehemalige Einöde zählt zu Grund und liegt im tief eingeschnittenen Tal der Rodach und der Fränkischen Muschwitz, die dort als linker Zufluss in die Rodach mündet, direkt an der Grenze zu Thüringen.

## Geschichte
Gegen Ende des 18. Jahrhunderts gehörte die Vogelmühle, auch Schnappenmühle genannt, zur Realgemeinde Grund. Das Hochgericht übte das bayreuthische Richteramt Lichtenberg aus. Die Grundherrschaft hatte das Kastenamt Lichtenberg inne.
Von 1797 bis 1808 unterstand der Ort dem Justiz- und Kammeramt Naila. Mit dem Gemeindeedikt wurde Schnappenmühle dem 1808 gebildeten Steuerdistrikt Steinbach bei Geroldsgrün und der 1818 gebildeten Ruralgemeinde Heinersberg zugewiesen. Nach 1888 wurde der Ort in den Amtlichen Ortsverzeichnissen nicht mehr aufgelistet.

### Einwohnerentwicklung
| Jahr      | 001802 | 001818 | 001861 | 001871 | 001885 |
| Einwohner | 10     | *      | *      | 9      | 9      |
| Häuser    |        | *      |        |        | 1      |
| Quelle    | [ 5 ]  | [ 6 ]  | [ 7 ]  | [ 8 ]  | [ 9 ]  |

## Religion
Der Ortist evangelisch-lutherisch geprägt und war ursprünglich nach St. Jakobus (Geroldsgrün) gepfarrt. Seit den 1920er Jahren wird die Schnappenmühle von der evangelischen Jubilate-Kirche in Grund betreut, die zunächst eine Pfarrvikarie war, mittlerweile zur Pfarrei Heinersberg-Nordhalben erhoben wurde.

## Weblink
- Schnappenmühle in der Ortsdatenbank des bavarikon, abgerufen am 20. August 2021.